# Emmanuelle Tourme-Jouannet
Pour les articles homonymes, voir Jouannet.
Emmanuelle Tourme-Jouannet, née le 28 juillet 1962, est professeure de l'École de droit de Sciences Po. Elle enseigne et fait des recherches en droit international, contentieux international, droits de l’homme et droit international humanitaire, ainsi qu'en histoire du droit et philosophie du droit. Juriste et philosophe, Emmanuelle Tourme-Jouannet a suivi les deux cursus universitaires en droit et en philosophie respectivement à l'université Paris-Sorbonne pour la philosophie et à l'université Panthéon-Assas pour le droit.

## Fonctions
Emmanuelle Tourme-Jouannet est professeur de droit à Sciences Po depuis mai 2014 et co-éditrice en chef de la revue Journal of History of International Law. Elle dirige désormais quatre programmes de recherche bilingues qui font l'objet de sites autonomes : Programme Droit international et Justice dans un monde global ; Programme GlobalJustice/Injustice (Droits humains, droit du développement et droit de la reconnaissance) en collaboration avec Sundhya Pahuja (Melbourne) et Albane Geslin (France); Programme Olympe Études francophones féministes et LGBTQIA en collaboration avec Hélène Ruiz-Fabri (Institut Max-Planck Luxembourg) Horatia Muir Watt (Sciences Po Paris) et Laurence Burgorgue-Larsen (École de droit de la Sorbonne) et Programme Nouvelles formes de normativités, hybrides et globales en collaboration avec Laurence Dubin (Université Paris VIII), Jean d'Aspremont (en) (Université de Manchester) et Isabelle Giraudoux (Université de Nagoya).[réf. nécessaire]
Elle était précédemment responsable légale du master droit international de l'université Paris-1 Panthéon-Sorbonne, directrice de la maîtrise de droit international, directrice adjointe de l'Institut de recherche en droit international et européen de la Sorbonne (IREDIES) Elle est directrice des Collections Doctrine et French Studies in International Law. Elle assure également les fonctions de chercheur-associé à l'IREDIES et à l'UMR de droit comparé de l'université Paris-I ainsi qu'à l'Institut Michel-Villey pour la culture juridique et la philosophie du droit de l'Université Paris-II. À l'international, Emmanuelle Jouannet a dirigé la double formation franco-américaine de l'université Columbia de New York et de l'université Cornell d'Ithaca. Elle est membre emeritus de l'Editorial Board du Journal européen de droit international (l'EJIL) et des comités de rédaction des Archives de Philosophie du droit et de la Revue belge de droit international. En mars 2010, elle devient membre de l'Academic Council du Harvard Institute for Global Law and Policy (université Harvard).

## Formation
Détentrice de deux masters en droit de l'université Paris-II (droit international et philosophie du droit) et d'un master en philosophie politique de l'université Paris-IV, Emmanuelle Tourme-Jouannet est docteure en droit et agrégée de droit public.

## Recherches
Ses principaux ouvrages portent sur la question des finalités du droit international passé et contemporain et sur l'idée de justice sociale internationale. Appartenant à l'Ecole critique du droit, elle opère toutefois  une bifurcation de sa pensée au cours de son ouvrage "Un nouveau droit international-Habiter autrement la Terre" qu'elle fonde sur l'Ethique de la considération et la Phénoménologie de l'habitation de la Terre de la philosophe française Corine Pelluchon.

## Ouvrages récents
- Un nouveau droit international écologique-Habiter autrement la Terre, Bruxelles, Bruylant, 2024
- Le droit international, le capitalisme et la terre, Histoire des accaparements de terre d'hier à aujourd'hui, Bruxelles, Bruylant, 2021
- Le droit international de la reconnaissance, un instrument de décolonisation et de refondation du droit international ? Avec Albane Geslin, Aix en Provence, DICE Editions, 2019. Publication sur OpenEditionbooks juin 2022.
- Féminisme(s) et droit international (co-direction), Paris, SLC, 2016
- Droit international et reconnaissance (co-direction), Paris, Pedone, 2016
- Le droit international, 2de édition, Paris, PUF, coll. Que sais-je ?, 2016
- A Short Introduction to International Law, Cambridge UP, 2014.
- Droit international et nouvelles approches sur le Tiers Monde : entre répétition et renouveau (International Law and New Approaches to the Third World: Between Repetition and Renewal), Mark Toufayan, Emmanuelle Tourme-Jouannet, Hélène Ruiz-Fabri (dir.), SLC, Coll. UMR de droit comparé vol. 13.
- What is a Fair International Society? International Law between Development and Recognition, Trad. C. Sutcliffe, Hart Publishing, Oxford, 2013, 252 p.  (ISBN 978-1-78225277-1)
- Le droit international, Paris, PUF, Coll. Que sais-je ?, 2013, 125 p.
- Les doctrines internationalistes durant les années de communisme réel en Europe, en codirection avec Iulia Motoc, Paris, SLC, Coll. de l'UMR de droit comparé (no 27), 2012, 568 p.
- Le droit international libéral-providence, Une histoire du droit international, Bruxelles, Éditions Bruylant, 2011. Ouvrage traduit, The Liberal-Welfarist Law of Nations, Éditions Cambridge UP, Traduction de Chistopher Sutcliffe, 2012.
- Qu’est-ce qu’une société internationale juste ? Le droit international entre développement et reconnaissance, Paris, Éditions Pedone, 2011.
- Emmer de Vattel et l'émergence doctrinale du droit international public, Emmanuelle Jouannet, Paris, Éditions A. Pedone, 1998,  (ISBN 2-233-00330-6). Traduction : Vattel and the Emergence of Classic International Law, Traduction par Gina Bellande et Robert Howse (Prof. NYU), Londres, Hart Publishing, forthcoming november, 2009,  (ISBN 1841136913 et 978-1-84113691-2)[6].
  - Prix de l'université Paris-II (1994), prix Dupin-Aîné (1994), prix Maurice Picard de la Chancellerie des universités de Paris (1994). Subvention du ministère de l'Éducation nationale.
- ESIL Proceedings 2006: Wat's use of International Law? , Hélène Ruiz-Fabri, Emmanuelle Jouannet et Vincent Tomkiewicz (dir), Londres, Hart Publishing, 2008,  (ISBN 1841136883 et 978-1-84113688-2)[7].
- Regards d'une génération de juristes sur le droit international, Emmanuelle Jouannet, Hélène Ruiz-Fabri et Jean-Marc Sorel (dir), Paris, Éditions A. Pedone, 2008,  (ISBN 978-2-233-00532-8)[8].
- Le Droit international et l'impérialisme en Europe et en Amérique, Emmanuelle Jouannet et Hélène Ruiz-Fabri (dir), Sociétés de droit et de législation comparée, 2007.

## Articles et études
- Le principe de l'Or monétaire, à propos de l'arrêt du 30 juin 1995 dans l'affaire du Timor oriental, Revue générale de droit international public, 1996, no 3, p. 673-714.
- Regards sur un siècle de doctrine française du droit international, AFDI, 2000, p. 1-57.
- Vattel et la sujétion directe de l'État au droit international, in L’État moderne (1715-1848), Études réunies par la professeure Simone Goyard-Fabre, Paris, Édition Vrin, 2000, p. 153-179.
- Histoire de la pensée juridique internationale in Droit international public, ouvrage collectif sous la direction du professeur Denis Alland, Paris, PUF, 2000, p. 69-96.
- Le droit non écrit, in Droit international public, ouvrage collectif sous la direction du professeur Denis Alland, Paris, PUF, 2000, p. 267-308.
- Le règlement de paix entre l'Éthiopie et l'Érythrée : un succès majeur pour l'ensemble de l'Afrique ? , Revue générale de droit international public, 2001/4, p. 849-896.
- Quelques observations sur la signification de la notion d'urgence, Le contentieux de l'urgence et l'urgence dans le contentieux devant les juridictions internationales : regards croisés, Hélène Ruiz-Fabri et Jean-Marc Sorel, Paris, Éditions A. Pedone, 2001, p. 205-210.
- L'idée de communauté humaine à la croisée de la communauté des États et de la communauté mondiale, La mondialisation entre illusion et utopie, Archives de Philosophie du droit, t.47, 2003, p. 191-232.
- La notion de jurisprudence internationale en question, La juridictionnalisation du droit international, Colloque SFDI (Société française pour le droit international) de Lille, Paris, Éditions A. Pedone, 2003, p. 343-391.
- L'impossible protection des droits du tiers par la Cour internationale de Justice dans les affaires de délimitation maritime, La mer et son droit, Mélanges offerts à Laurent Lucchini et Jean-Pierre Quéneudec, Paris, Éditions A. Pedone, 2003, p. 315-341.
- Droit des gens (Du droit des gens au droit international), Dictionnaire de la culture juridique, sous la direction de Stéphane Rials et de Denis Alland, Paris, PUF, 2003, p. 463-467.
- Prise (Droit de), Dictionnaire de la culture juridique, sous la direction de Stéphane Rials et de Denis Alland, Paris, PUF, 2003, p. 1204-1207.
- La critique de la pensée classique durant l'entre-deux-guerres : Vattel et Van Vollenhoven (quelques réflexions sur le modèle classique du droit international), Miskolc Journal of International Law, 2004, Vol.1, no 2 (journal électronique)[9].
- Select Proceedings of the European Society of International Law, Miskolc Journal of International Law, Vol. 5. (2008) no 2. p. 136-137 (journal électronique)[10].
- La pensée juridique de Charles Chaumont, Revue belge de droit international, 2004/1, p. 259-289.
- Le juge international face au problème d'incohérence et d’instabilité du droit international, Revue générale de droit international public, 2005/1, p. 52-76.
- La communauté internationale vue par les juristes, Annuaire français des relations internationales, 2005, Vol. VI, p. 3-26.
- Existe-t-il de grands arrêts de la Cour internationale de Justice ?, Les arrêts de la Cour internationale de Justice, Textes rassemblés par Charalambos Apostolidis, Dijon, Éditions universitaires de Dijon, 2005, p. 169-197.
- Les travaux préparatoires de la Charte des Nations unies, La Charte des Nations unies. Commentaire article par article, Jean-Pierre Cot, Alain Pellet et Mathias Forteau, 3e ed, Vol. I, Paris, Economica, 2005, p. 1-24.
- L'ambivalence des principes généraux face au caractère étrange et complexe de l'ordre juridique international, L'influence des sources sur l'unité et la fragmentation du droit international, Rosario Huesa Vinaixa et Karel Wellens, Bruylant, Bruxelles, 2006, p. 115-154.
- La saisine des juridictions internationales ou la simplicité dans la diversité, La saisine des juridictions internationales, Hélène Ruiz-Fabri et Jean-Marc Sorel (dir), Paris, Éditions A. Pedone, 2006, p. 307-317.
- French and American Perspectives on International Law: Legal Cultures and International Law, Maine Law Review, 2006 vol 58, no 2, p. 291-336.
- Colonialisme européen et néo-colonialisme contemporain (Notes de lecture des manuels européens du droit des gens entre 1850 et 1914), Baltik Yearbook of International Law, 2006, Vol. 6, p. 49-78.
- Between Universalim and Imperialism : the true-false paradoxe of International Law, EJIL, Vol 17 (no 3, 2007, p. 407-450.
- À quoi sert le droit international ? Le droit international providence du XXIe siècle, Revue belge de droit international, 2007-1, vol. XL, p. 5-52.
- Présentation critique de la pensée de Martti Koskenniemi (en), in Martti Koskenniemi, La politique du droit international, Collection CERDIN Doctrine(s), Paris, Éditions A. Pedone, 2007, p. 7-48.
- La preuve comme reflet des évolutions de la jurisprudence internationale, in La preuve devant les juridictions internationales, Hélène Ruiz-Fabri et Jean-Marc Sorel (dir), Paris, Éditions A. Pedone, 2007, p. 239-253.
- Présentation critique de la pensée de Nathaniel Berman (en), in Nathaniel Berman, Passions et ambivalences : le nationalisme, le colonialisme et le droit international, Paris, Éditions A. Pedone, Collection CERDIN Doctrine(s), 2008, p. 4-58.
- What is the Use of International Law? , Michigan Journal of International Law, 2008, Vol. 28, no 4, p. 815-862.
- La Motivation ou le mystère de la boîte noire, La motivation des décisions des juridictions internationales, Hélène Ruiz-Fabri et Jean-Marc Sorel (dir), Paris, Éditions A. Pedone, 2008, p. 251-285.
- Présentation de la pensée d’Olivier Corten, in Olivier Corten, Le discours du droit international. Pour un positivisme critique. Paris, Éditions A. Pedone, Collection CERDIN Doctrine(s), 2009, p. 4-36.
- A Century of French International Law Scolarship, Maine Law Review, 2009, Vol. 61/1, p. 84-131.
- L’indépendance et l’impartialité des juridictions internationales : l’émergence d’un tiers pouvoir international ?, in Hélène Ruiz-Fabri et Jean-Marc Sorel (dir), L’indépendance et l’impartialité des juridictions internationales, Paris, Pedone, 2010, p. 135-178.
- Vattel ou le droit des gens des Modernes, Yves Sandoz (dir), Réflexions sur l’impact, le rayonnement et l’actualité du droit des gens d’Emer de Vattel, Bruxelles, Bruylant, 2010, p. 3-19.
- Les dualismes du droit des gens, in Chetail, Vincent et Haggenmacher, Peter (eds), Le droit international de Vattel vu du XXIe siècle, Leiden, Boston, M. Nijhoff, 2011, p. 133-150.
- Koskenniemi: A Critical Introduction, in Koskenniemi, The Politics of International Law, Londres, Hart Publishing, 2011, p. 1-32.
- Presentation, in Nathaniel Berman, Passions and Ambivalences: Colonialism, Nationalism and International Law, Brill, 2012, p. 1-35.
- Préface, Antônio Augusto Cançado Trindade, Le droit international pour la personne humaine, Paris, Pedone, p. 3-4.
- ¿De qué sirve el derecho internacional? El derecho internacional providencia del siglo XXI, Revista de derecho público. Universidad de Los Andes (Bogotá, Colombia), No 27, Julio-Diciembre 2011, p. 1-47.
- How to Depart from the Existing Dire Conditions of Development ?, in Antonio Cassese (ed), Realizing Utopia. The future of International Law, Oxford UP, 2012, p. 392-417.
- Reparations for Historical Wrongs : the lessons of Durban, in What is a Fair Internbational Society ? Hart Publishing, 2013, p. 193-201. Forthcoming also with a Debate in the African Yearbook of International Law, 2014 -
- Des origines coloniales du droit international. À propos du droit des gens moderne du 18e siècle in The Roots of International Law. Liber amicorum, Peter Haggenmacher, Leiden/Boston, M. Nijhoff, 2014, p. 649-672 (forthcoming translation in english and publication in the JHIL 2015)

## Comités et Sociétés
Emmanuelle Tourme-Jouannet est Membre emeritus de l'Editorial Board du Journal européen de droit international, Membre de l’International group in Legal Theory, du Feminist International Group et de l'International Group of History in International Law de l'ESIL (European Society of International Law), du Comité de rédaction de la Revue belge de droit international (RBDI), du Comité de rédaction de la revue Archives de philosophie du droit, du Comité éditorial de BRILL's Series : Studies in History of International Law, de la Société française pour la philosophie et la théorie juridiques et politiques (SFPJ), de la Société française de droit international, de la Société européenne de droit international, de l' Association française de philosophie du droit et de l' American Society of International Law, de l'Institut Michel-Villey pour la culture juridique et la philosophie du droit de l'université Panthéon-Assas, de l’Institut européen des droits de l'homme et de la Commission de validation des acquis de l'université Paris-I. Emmanuelle Tourme-Jouannet est également Inter Gentes Advisor de l'Université McGill (Montréal), Membre de l’Academic Council du Institute for International Law and the Humanities de l'Université de Melbourne, en Australie et membre de l’Advisory Boards du French Law Program Faculty de l'Université du Maine aux États-Unis.